# دانشگاه رایس
دانشگاه رایس (به انگلیسی: Rice University) یک دانشگاه تحقیقاتی خصوصی در هیوستون واقع در ایالت تگزاس آمریکا است که در سال ۱۹۱۲ میلادی تأسیس شده‌است. این دانشگاه در مجاورت مرکز پزشکی تگزاس قرار دارد و در بین ۲۰ دانشگاه برتر آمریکا رتبه‌بندی شده‌است.
تأکید این دانشگاه بر کیفیت آموزش منجر به کوچک بودن بدنه دانشجویی و کم بودن نسبت دانشجو به هیئت علمی (نسبت ۵ به ۱) است که در بین دانشگاه‌های برتر آمریکا از جمله آیوی لیگ کمترین است. رایس، ۱۰۱ بورسیه فولبرایت، ۱۱ بورسیه ترومن، ۲۴ بورسیه مارشال، ۱۲ بورسیه رودز، ۳ برندهٔ جایزه نوبل، ۲ برندهٔ جایزه پولیتزر و حداقل ۲ میلیاردر متوفی و ۲ میلیاردر زنده داشته‌است. رایس از جهت علوم کاربردی در شاخه‌های تحقیقات قلب مصنوعی، تجزیه‌های شیمیایی ساختاری، پردازش سیگنال، علوم فضایی و نانوتکنولوژی شناخته شده می‌باشد. در سال ۲۰۱۰، نشریه آموزش عالی تایمز لندن، در رتبه‌بندی خود، رشته علم مواد (به انگلیسی: Material Science) این دانشگاه را، رتبه یک در دنیا معرفی کرد.

## مشاهیر
ریچارد اسمالی و رابرت کرل (هر دو از نوبلیست‌های شیمی)، و رابرت وودرو ویلسون (کاشف تابش زمینه کیهانی و نوبلیست فیزیک) و پگی ویتسون از این دانشگاه هستند.

## رتبه‌بندی
در رتبه‌بندی دانشگاه‌های جهان QS در سال ۲۰۲۰ دانشگاه رایس در رده ۸۵ دنیا و بیست‌وششم آمریکا قرار گرفته‌است. همچنین در رتبه‌بندی مؤسسه تایمز در سال ۲۰۲۰ این دانشگاه رتبه ۱۰۵ را در بین دانشگاه‌های جهان از آن خود کرده‌است.

## دانشکده‌ها
دانشکده‌های دانشگاه رایس عبارتند از:
- دانشکده معماری
- دانشکده مهندسی
- دانشکده علوم انسانی
- دانشکده کسب‌وکار
- دانشکده موسیقی
- دانشکده علوم اجتماعی
- دانشکده علوم طبیعی

## ایرانیان دانشگاه رایس
از ایرانیان مقیم این دانشگاه نیز می‌توان فریناز کوشانفر و ارسلان کاظمی را نام برد.

این دانشگاه همچنین میزبان سالیانهٔ جشنواره فیلم ایرانی موزه هنرهای عالی هیوستون نیز می‌باشد.
مؤسسه جیمز بیکر این دانشگاه توسط هوشنگ انصاری تأسیس گردیده‌است.
انجمن آسیا روز ۳ مارس ۲۰۰۹ میزبان همایش مبادلات ایران و آمریکا در هیوستون بود. از شرکت کنندگان در این گردهمایی رؤسای دانشگاه رایس و مرکز سرطان ام دی اندرسون دانشگاه تگزاس را می‌توان نام برد.

## نگارخانه

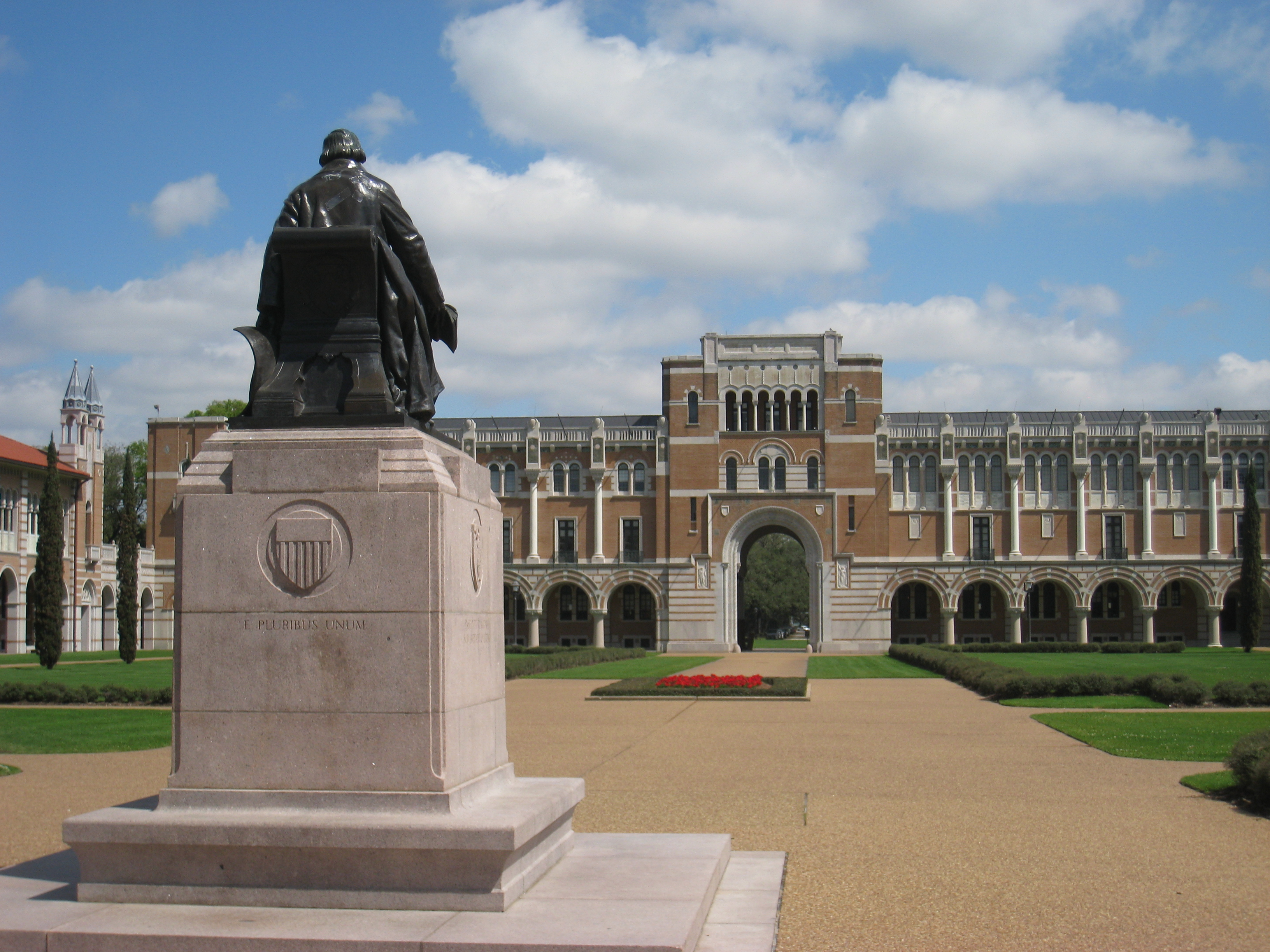
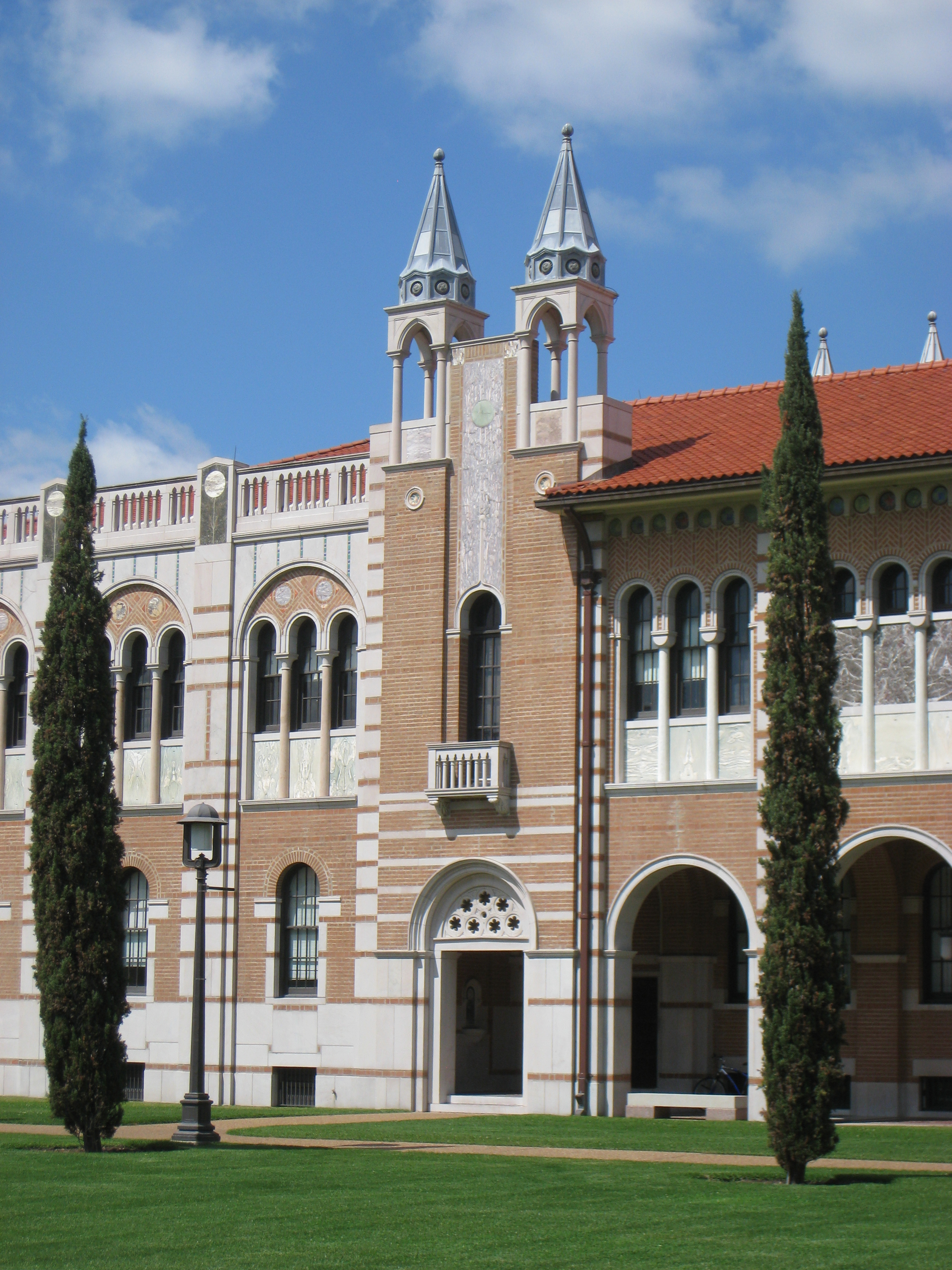
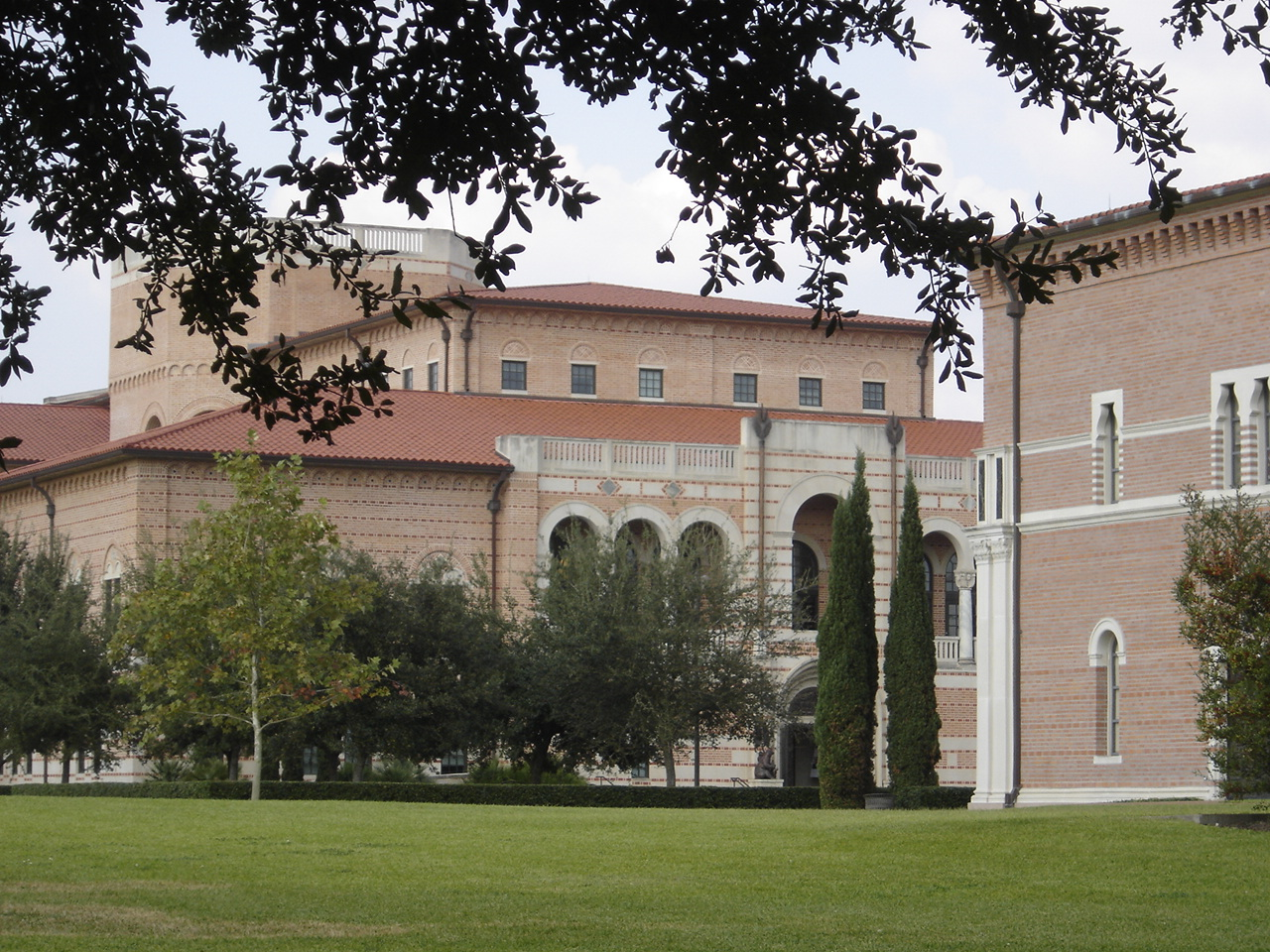
در میان پردیس دانشگاه
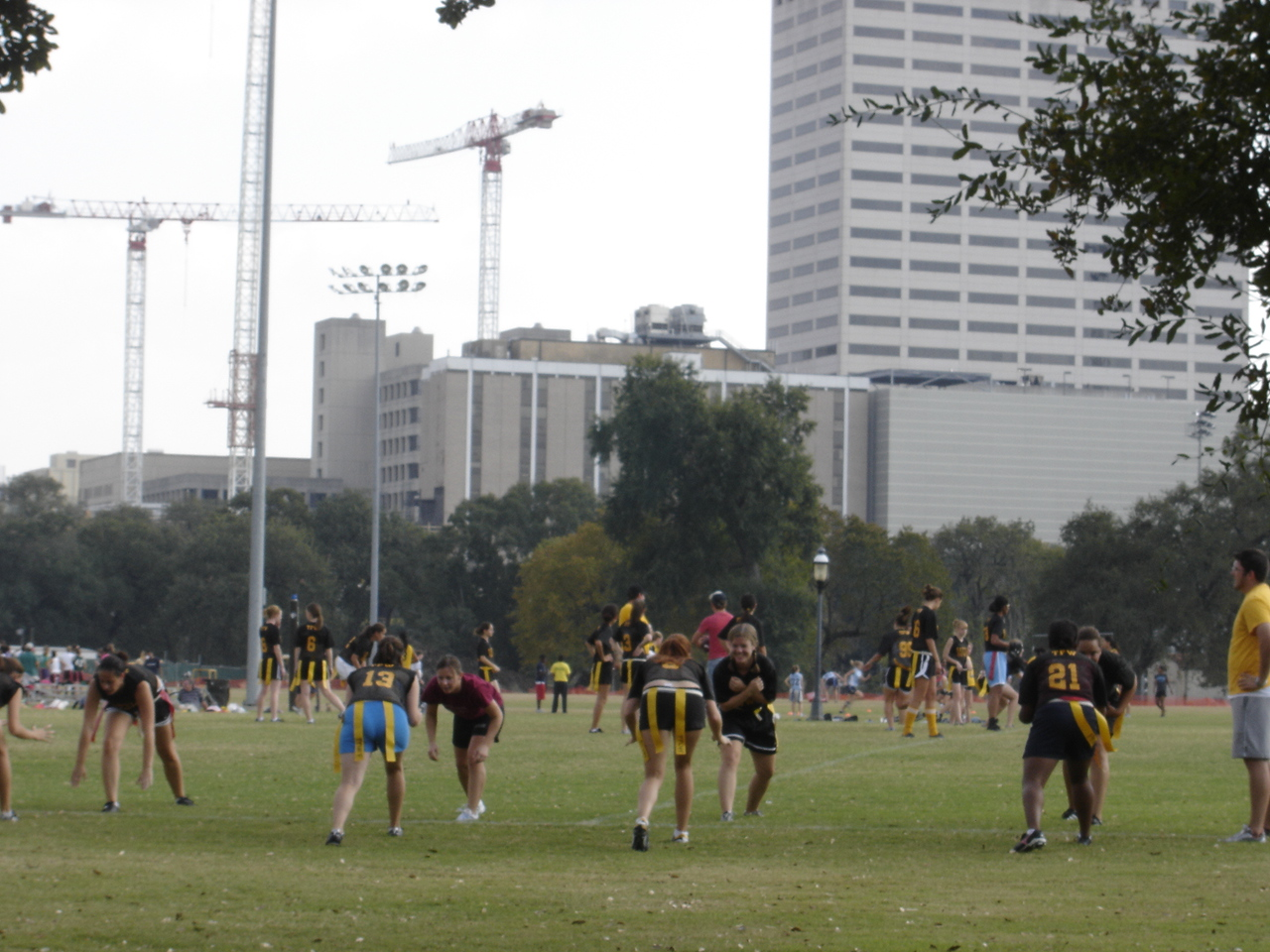
در زمین‌های ورزشی دانشگاه
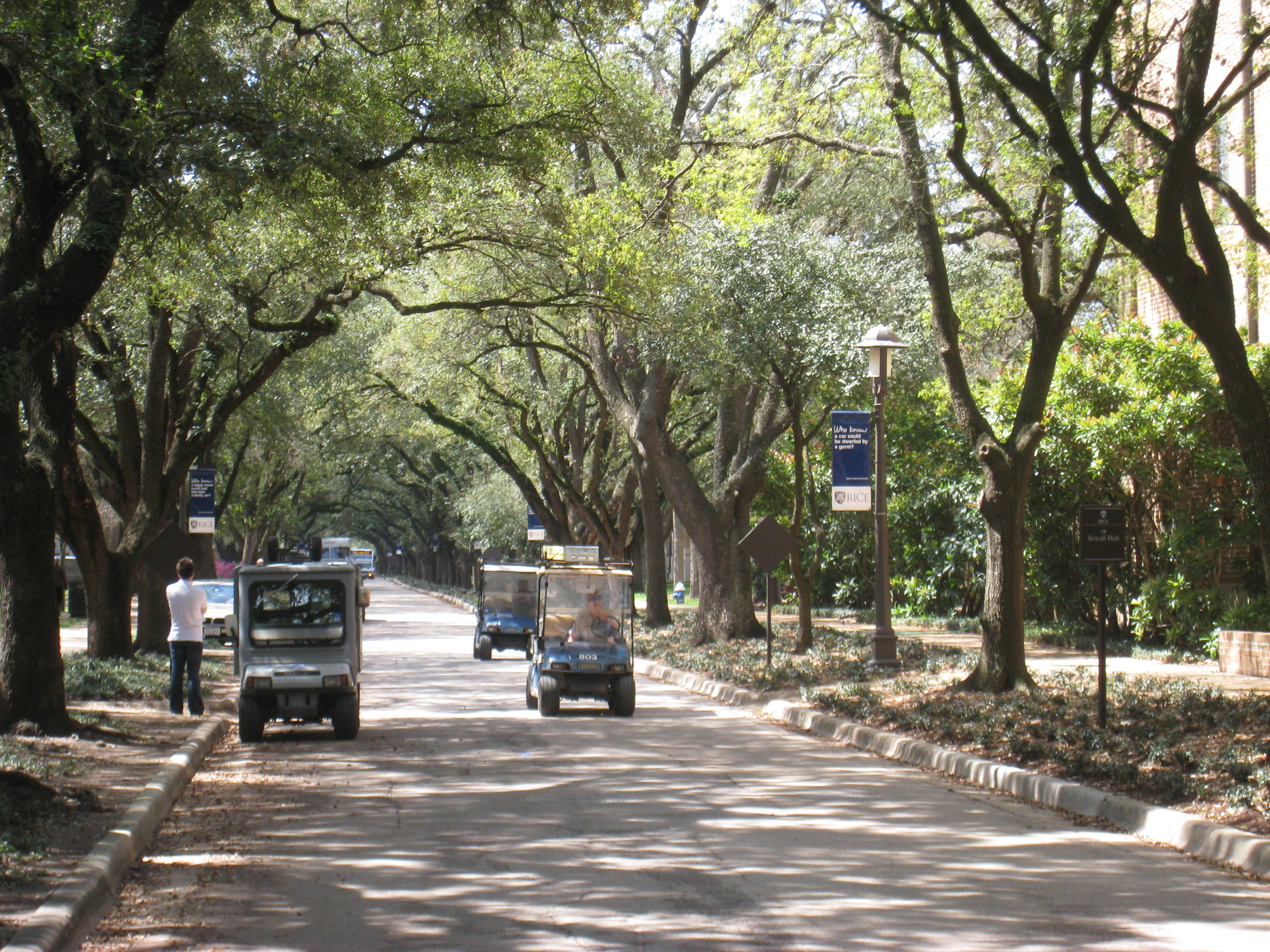
نمایی از محوطه شمالی دانشگاه